# Nokia Lumia 1320
Nokia Lumia 1320 är en Windows Phone-baserad smartphone som tillkännagavs den 22 oktober 2013 av Nokia. Lanseringsdatum/säljstart i Sverige uppgavs ej vid lanseringen, men sker som tidigast under första kvartalet 2014.
Nokia Lumia 1320 är tillsammans med Lumia 1520 som annonserades samma dag i oktober 2013 bolagets två första mobiltelefoner med en 6,0-tumsskärm. Skärmen hos Lumia 1320 har upplösningen 1280 × 720 pixlar medan Lumia 1520 har den högre upplösningen 1920 × 1080.

## Lumia 1320 jämfört med Lumia 1520
Likheterna mellan Lumia 1320 och Lumia 1520 är att modellerna annonserades samma dag (22 oktober 2013) och att bägge har en pekskärm på 6,0 tum. Men i övrigt är Lumia 1320 som en kraftigt nedbantad variant av den högre prissatta Lumia 1520. Skillnaderna är bland annat dessa:
- Upplösning: 1280 × 720 (Lumia 1520: 1920 × 1080)
- Kretsuppsättning: Snapdragon S4 (Snapdragon 800)
- Processor: Dual-core 1,7 GHz (Quad-core 2,2 GHz)
- Grafikkrets: Adreno 305 (Adreno 330)
- RAM: 1 GB (2 GB)
- Lagring: 8 GB (32 GB)
- Kamera, primär: 1/4" med 5 MP (1/2,5" med 20 MP)
- Kamera, sekundär: 480p (720p)
- LTE: max 100 Mbps (max 150 Mbps)

## Kamera
Nokia Lumia 1320 har en kamerasensor med storleken 1/4" och pressar in 5 megapixel.
Egenskaper:
- Storlek: 1/4"
- Upplösning: 2592 × 1936 pixlar (5 megapixel)
- Optik: okänt
- Linselement: okänt antal
- BSI: nej
- OIS (optisk bildstabilisering): nej
- Blädare (aperture): f/2,4
- Optisk zoom: nej
- Blixt: LED

## Specifikationer
Urval av specifikationer för Lumia 1320
- System: Windows Phone (version 8.0)
- Skärm: 6,0 tum kapacitiv pekskärm med 1280 × 720 pixlar
- Mobilnät: LTE (100/50 Mbps), Turbo-3G (42/5,76 Mbps) och GSM
- Lokala anslutningar: Wifi (11 b/g/n), Bluetooth och USB
- Kamera, primär: 5 megapixel (stillbilder) och 1080p (video)
- Kamera, sekundär: 480p (video)
- Processor: Dual-core 1,7 GHz Qualcomm Snapdragon S4
- Grafikkrets: Adreno 305
- RAM: 1 GB
- Lagring: 8 GB
- Minneskortplats: ja (Micro SD)
- Positionering: GPS, Glonass
- Batteri: 3 400 mAh
- Mått: 164,25 × 85,9 × 9,79 mm
- Vikt: 220 g
- Färgval: röd modell